# ماكس غراهام
ماكس غراهام (بالإنجليزية: Max Graham)‏ هو دي جي نادي ‏ ودي جيه بريطاني، ولد في 23 يونيو 1971 في لندن في المملكة المتحدة.

## وصلات خارجية
- الموقع الرسمي
- ماكس غراهام على موقع ميوزك برينز (الإنجليزية)
- ماكس غراهام على موقع ديسكوغز (الإنجليزية)
- ماكس غراهام على موقع ديسكوغز (الإنجليزية)